# Villa Alsina
Villa Alsina är en ort i Argentina.   Den ligger i provinsen Buenos Aires, i den centrala delen av landet, i huvudstaden Buenos Aires. Villa Alsina ligger 7 meter över havet och antalet invånare är 41 155.
Terrängen runt Villa Alsina är mycket platt. Runt Villa Alsina är det mycket tätbefolkat, med 5 399 invånare per kvadratkilometer.. Närmaste större samhälle är Buenos Aires, 6,6 km norr om Villa Alsina.
Runt Villa Alsina är det i huvudsak tätbebyggt.